# Odensgöl (naturreservat)
Odensgöl är ett naturreservat i Åtvidabergs kommun i Östergötlands län.
Området är naturskyddat sedan 2007 och är 38 hektar stort. Reservatet omfattar ett höjdområde med sydvästsluttningar ner mot sjön Borken och väster om gården Odensgöl och Odensgölen. Reservatet består på höjderna av tallskog, i branterna av gran och gamla aspar och ekar och i svackor av sumpskogar.